# Ашманов, Иван Фёдорович
Иван Фёдорович Ашманов (1895—1943) — капитан Рабоче-крестьянской Красной Армии, участник Гражданской и Великой Отечественной войн, дважды Краснознамёнец (1920, 1922).

## Биография
Иван Ашманов родился в 1895 году. Сведений о жизни до Октябрьской революции не имеется. В 1918 году пошёл на службу в Рабоче-крестьянскую Красную Армию. Участвовал в боях Гражданской войны, будучи командиром роты 93-го стрелкового полка. Неоднократно отличался в боях.
Приказом Революционного Военного Совета Республики № 32 в 1920 году Иван Ашманов был награждён первым орденом Красного Знамени РСФСР.
Приказом Революционного Военного Совета Республики № 66 в 1922 году Иван Ашманов был вторично награждён орденом Красного Знамени РСФСР.
После окончания войны в 1923 году Ашманов был уволен в запас. В 1941 году в связи с началом Великой Отечественной войны Ашманов повторно был призван на службу в Рабоче-крестьянскую Красную Армию. Участвовал в боях, будучи командиром стрелкового батальона 846-го стрелкового полка 267-й стрелковой дивизии. Капитан Иван Ашманов пропал без вести во время боёв в 1943 году.